# Frédéric Boulière
Frédéric Boulière, né le 7 mai 1976, est un escrimeur français.

## Carrière
Il est médaillé d'or en épée par équipes aux Championnats d'Europe d'escrime 2002 à Moscou, alors qu'il s'agit de sa première sélection pour un championnat international majeur.